# Indiaroba
Indiaroba là một đô thị thuộc bang Sergipe, Brasil. Đô thị này có diện tích 311,4 km², dân số năm 2007 là 17043 người, mật độ 54,73 người/km².